# Honesty (ナイトdeライトのシングル)
『honesty』（オネスティー）は、ナイトdeライトの通算10枚目のシングル。2020年1月に始まった、12カ月連続CDリリース企画の4枚目。2020年4月25日に発売。

## 概要
ナイトdeライトの9thシングル。
前作『gleamer』に引き続き、2020年の企画「12カ月連続CDリリース」の第4弾。
「12カ月連続CDリリース」でリリースされた各CDタイトルの頭文字を繋げると「Night de Light」となる仕掛けが施されている。

## 収録曲

### リスト
| #         | タイトル             | 作詞     | 作曲・編曲 | 時間 |
| --------- | -------------------- | -------- | ---------- | ---- |
| 1.        | 「すっぽりとはまる」 | 長沢紘宣 | 長沢紘宣   | 4:13 |
| 2.        | 「詩的empty」        | 長沢紘宣 | 長沢紘宣   | 3:46 |
| 3.        | 「３６５」           | 田中満矢 | 田中満矢   | 5:04 |
| 合計時間: | 合計時間:            | 13:03    |            |      |

### 収録曲について
1. すっぽりとはまる
作詞/作曲:長沢紘宣
2020年4月20日にYouTube Liveで行われた「UP TO YOU 生配信ライブ#2」で初披露。
Bメロの歌詞とサビの歌詞の構成は、1番2番共にそれぞれ「逆から読むと意味が変わる」構成になっている。
2. 詩的empty
作詞/作曲:長沢紘宣
ナイトdeライトの曲としては珍しく電子音が目立つ。
ある「もの」について詩的に歌っている。
3. ３６５
作詞/作曲:田中満矢
読み方は「さんろくご」
通常CDの収録曲としては初のベースとドラムが入っていない曲[1]。